# Polish Mountain
Polish Mountain – szczyt w hrabstwie Allegany, w stanie Maryland.
W lutym 2011 roku dziewięciu senatorów stanu Maryland przedstawiło projekt ustawy o zmianie nazwy Polish Mountain i Negro Mountain. Projekt ustawy został przegłosowany w komisji.